# Кара Буоно
Кара Буоно (енгл. Cara Buono; Њујорк) америчка је глумица. Позната је по улози др Феј Милер у четвртој сезони серије Људи са Менхетна, Кели Молтисанти у шестој сезони серије Породица Сопрано и Карен Вилер у серији Чудније ствари. Такође је глумила у филму Хулк (2003) и Пусти ме унутра (2010).

## Детињство, младост и образовање
Буонова је рођена и одрасла у Бронксу као члан италијанске породице. Има два брата и сестру.
Дипломирала је на Универзитету Колумбија где је дипломирала енглески језик и политичке науке. Стекла је диплому за три године. Са 12 година је остварила свој глумачки деби, када је глумила у представи.